# アナフィラキシー
アナフィラキシー（独: Anaphylaxie, 英: anaphylaxis）とは、原因物質（抗原）により感作される準備期間の後、その原因物質が再び生体に接触することで引き起こされる免疫学的機序による全身的なアレルギー反応で、複数の臓器に惹起される。
アナフィラキシーによるアレルギー反応をアナフィラキシー反応（アナフィラキシーショック）という。一方、免疫学的機序によらず過去に原因物質（抗原）に接触したことがなかった者にも同じような症状が生じることがあり、このような非免疫学的機序によるものはアナフィラキシー様反応というが、アナフィラキシー反応とアナフィラキシー様反応の区別は実際には困難なことが多く、症状や対処法もほぼ共通することから区別されずに扱われることが多い。実はこの「アナフィラキシー」の言葉の定義については、つい最近までは曖昧な部分があったために、長い間アレルギー医はその言葉の使用法に困っていた。その発生メカニズムがIgEを主とするアレルギー反応によるものを従来より基本的に「アナフィラキシー」と呼称していた一方で、実は同じ病態で非免疫学的なメカニズムでも起き得ることも以前から分かっていた。しかもその証明は必ずしも容易ではなかったからである。そのために「アナフィラキシー」と断定し難い場合は実臨床では「アナフィラキシー様反応」とか「アナフィラキシーと思われる」、等と表現していた。これは我が国だけではなかったので、2011年になりWAO（世界アレルギー機構）が世界共通の概念を提唱した。これ以降、免疫学的機序に依るか依らないかに関わらず、症候が一定の診断基準に該当した場合は全て「アナフィラキシー」と表現できるようになった。即ち「アナフィラキシー様」などと言う必要がなくなった。

## 発生機序と要因
IgEが関与する免疫学的機序
- 食物
- 刺咬昆虫（ハチ・蟻）
- 薬剤 - β-ラクタム系抗生物質、非ステロイド性抗炎症薬、生物化学的製剤、造影剤、ニューキノロン系抗生物質など
- その他 - 天然ゴムラテックス（ラテックスアレルギー）、職業性アレルゲン、環境アレルゲン、食物＋運動（食物依存性運動誘発性アナフィラキシー）、精液など

IgEが関与しない免疫学的機序
- 薬剤 - 非ステロイド性抗炎症薬、生物化学的製剤、造影剤、デキストラン

非免疫学的機序（肥満細胞を直接活性化）
- 身体的要因 - 運動、高温、低温、日光など
- アルコール
- 薬剤 - オピオイド

突発性アナフィラキシー
- 肥満細胞症- クローン性肥満細胞異常
- これまで認識していないアレルゲンの可能性

## 診断基準
(『アナフィラキシー ガイドライン 2014』)による診断基準、
以下の3項目のうち、いずれかに該当
1. 皮膚症状（全身の発疹、掻痒または紅潮）または、粘膜症状（口唇、舌、口蓋垂の腫脹）のいずれかが存在し急速（数分〜数時間以内）に発現する症状で、かつ下記 a. b. の少なくとも1つを伴う。
a. 呼吸器症状（呼吸困難、気道狭窄、喘鳴、低酸素血症）
b. 循環器症状（血圧低下、意識障害）
2. 一般にアレルゲンとなりうるものへの曝露後、急速（数分〜数時間以内）に発現する以下の症状のうち、2つ以上を伴う。
a. 皮膚、粘膜症状（全身の発疹、掻痒、紅潮、浮腫）
b. 呼吸器症状（呼吸困難、気道狭窄、喘鳴、低酸素血症）
c. 循環器症状（血圧低下、意識障害）
d. 持続する消化器症状（腹部疼痛、嘔吐）
3. 当該患者におけるアレルゲンへの曝露後の急速な（数分〜数時間以内）血圧低下。
収縮期血圧の定義：平常時血圧の70%未満または、下記
生後1カ月から11カ月 < 70 mmHg
1歳から10歳 < 70 mmHg + ( 2 × 年齢 )
11歳から成人 < 90 mmHg

※ (『アナフィラキシー ガイドライン 2014』)による診断基準より引用し改変
実際には、年齢・性別を考慮し「喘息」「パニック発作」「失神」や類似疾患との鑑別が行われる。

## 症状と対処
症状・症候には個人差があり、同一患者でも発症毎に異なる場合がある。アナフィラキシーの症状は、IgEと他のアナフィラトキシンの反応が関与する。これらの物質は肥満細胞からヒスタミンや他の媒介物質（メディエーター）を遊離（脱顆粒）させ、さらにヒスタミンは細動脈の血管拡張や肺の細気管支の収縮、気管支痙攣（気管の収縮）を引き起こす。
ヒスタミンや他のメディエーターは身体の別器官の組織で遊離されるが、これらが（血流等を介して他の部位に運ばれ）気管収縮とこれに伴う喘鳴や呼吸困難、そして胃腸症状（腹痛、さしこみ、嘔吐、下痢など）を引き起こす。ヒスタミンは血管拡張（これに伴う血圧低下）と血流から組織への体液漏出（これに伴う血流量低下）を引き起こし、これらが影響してショック症状を呈する。体液が肺胞に漏出することもあり、これが肺水腫を引き起こす。
アナフィラキシーで見られる症状には多尿、呼吸困難（呼吸促迫）、低血圧、脳炎、失神、意識不明、蕁麻疹、紅潮、流涙（血管性浮腫やストレスによる）、嘔吐、掻痒、下痢、腹痛、不安、血管性の浮腫（口唇、顔面、首、咽喉の腫脹）などがある。悪寒や戦慄などはアナフィラキシーショックの前駆症状である場合がある。
致死的反応となる呼吸停止・心停止までの中央値は、薬物 - 5分、ハチ - 15分、食物 - 30分 との報告がある。

### アナフィラキシーへの対応
アナフィラキシーの症状は非常に多彩で、全身にあらゆる症状が出現する可能性があり、またアナフィラキシー患者の90%に皮膚症状があり、粘膜・呼吸器・消化器症状が現れる傾向がある。アナフィラキシーやアナフィラキシー様反応は、呼吸困難、急激な血圧低下、心停止、意識消失などの症状が現れることがあるため並行して対処が必要となる。
アナフィラキシー反応またはアナフィラキシー様反応の発現に対しては、アドレナリン（エピネフリン）の投与、気道確保、酸素投与などが行われる。（アドレナリンの項も参照）。
アナフィラキシーへの対応のため学校などでは予めマニュアルが定められ、例えば群馬県の「アレルギー疾患用学校生活管理指導表 群馬県版」では発症の状態観察により、軽症・中等症では患者の安静と内服薬の服用などで対処、重症まで進行するようであれば緊急要請として通報し、救急車を呼び、またエピペン携行薬を所持している場合は躊躇せず速やかに使用するように定められている。また、県教育委員会の配布による食物アレルギー、アナフィラキシー対応の手引に従うように指導されている。
1. 軽症 - 各症状はいずれも部分的で軽く、症状の進行に注意を払いつつ、安静にして経過を観察、誤食事用の抗ヒスタミン薬などの処方薬があれば内服させる。
2. 中等症 - 全身性の皮膚・粘膜・呼吸器・消化器症状が出現。抗ヒスタミン薬、ステロイド薬を内服させ、医療機関を受診する必要がある。
3. 重症 - 全身性の皮膚・粘膜・呼吸器・消化器症状が増悪し、プレショック・ショック状態などに陥り意識がなくなる。119番に通報し、救急車を要請して、緊急に医療機関を受診する必要があり、エピペン（自己注射剤）があれば、速やかに使用する。

### アナフィラキシーショック
アナフィラキシーショック（和製外来語 独: Anaphylaxie + 英: shock; 独: Anaphylaktischer Schock, 英: anaphylactic shock）は、生命の継続に危機をもたらす過敏反応を指す。アナフィラキシーショックの機序は主にI型アレルギー反応の一つである。外来抗原に対する過剰な免疫応答が原因で、好塩基球表面のIgEがアレルゲンと結合して血小板凝固因子が全身に放出され、毛細血管拡張を引き起こすためにショックに陥る。
ハチ毒（Bee venom）・食物・薬物等が原因となることが多い。アナフィラキシーの症状としては全身性の蕁麻疹と以下のABCD（喉頭浮腫、喘鳴、ショック、下痢、腹痛）のうちどれかがある。アナフィラキシーはIgEを介して肥満細胞が脱顆粒して起こるが、IgEを介さず肥満細胞が脱顆粒を起こすアナフィラキトイド（類アナフィラキシー反応）と呼ばれる反応もある。類アナフィラキシー反応として造影剤アレルギーなどが有名である。その他、アレルゲン免疫療法の副作用、ラテックスアレルギー・口腔アレルギー症候群・食物依存性運動誘発性アナフィラキシーなど、特異的なアレルギーがあり、アナフィラキシーショックを起こす場合がある。
注射剤によるアナフィラキシーではあらゆる薬剤で発症の可能性があり、特に造影剤、抗菌薬、筋弛緩薬等による発症例が多く、医療事故調査・支援センター報告書の事例の12 例においても、使用された薬剤は造影剤が4例、抗菌薬が4例（うち蛋白分解酵素阻害薬との併用1例を含む）、筋弛緩薬が2例、蛋白分解酵素阻害薬が1例、歯科用局所麻酔薬が1例であった。

#### 二相性反応
アナフィラキシーショックは初期の急性反応が緩和され一定時間経過後に再び強い反応が出現する二相性反応（二峰性の経過）をとるものがしばしばみられるので、院内で経過観察（約8時間、重症例では24時間）をしなければならない。この二相性反応はアドレナリン投与により抑制できる可能性が報告されている。

## 治療
アドレナリンの筋肉注射（商品名：エピペン）が有効である。アドレナリン（ボスミン0.3mg）筋注（皮下注では血管が収縮するので作用が遅くなるとも言うが臨床上は皮下注でも筋注でも大差はない）はβ2作用で肥満細胞の脱顆粒を抑制する働きがある。アドレナリンは数分で効果が出るが、反応がなければ2回か3回等複数回繰り返すことが必要な場合もある。また、高血圧でβブロッカー（まれにαブロッカーやACE阻害薬でも）を服用している患者ではアドレナリンが効かないことがあるので（下記グルカゴンの項参照）、この場合はグルカゴン1mgから5mgが効果があり、使用される（交感神経を介さず、cAMPを増やすことで効果が出る）。ステロイドや抗ヒスタミン薬は4時間くらい効果がでるのにかかるので救急では使えずに注意が必要であるが、遷延性や二峰性の後半の反応を予防するためにステロイドを用いることはある。また、鯖を食べた場合にアナフィラキシーのような症状を示す場合もあるが、鯖の場合はヒスタミンを含んでおり肥満細胞を介するものではないので、抗ヒスタミン薬やステロイドで充分な場合もある。

### 対症療法
呼吸が著しく困難になった場合は気管挿管、または輪状甲状靱帯切開して気道を確保する。

### 薬物療法
アドレナリン
アドレナリン（ボスミン0.3mg）筋注を行って反応が悪ければ数分毎に追加投与を要する場合もある。小児の場合は0.01mg/kgずつ行い、最大0.3mg/kgである。数リットルに及ぶ十分な補液が必要なこともある。実臨床上は筋注か皮下注かに拘るよりも「一回量」とその「頻回の繰り返しの要否の判断」が重要である（アドレナリンWikipediaも参照）。
抗ヒスタミン薬
全身性蕁麻疹、血管性浮腫の場合はH1ブロッカー特にジフェンヒドラミンを1mg/kgか2mg/kg、4時間から6時間ごとに点滴する。H2ブロッカーであるラニチジンを併用することも多い。
β作動薬
気管支痙縮に対しては気管支喘息と同様にβ刺激薬を投与する。サルブタモールで2パフか3パフの吸入を行う。
難治性喘息でβ効果が出ない場合は、テオフィリン注射が有効であるが、血中濃度有効域が極めて狭いこと（10-20μg/ml）、脱水や心不全等の因子で容易に中毒域に血中濃度が上がってしまうこと、心筋酸素消費量も増加させてしまうこと、等で慣れていないと使い方が難しい。心不全や脱水状態で使うと通常の半量でも血中濃度が中毒域に達してしまい中毒症状が前面に出てしまう。それ故かつては血中濃度迅速測定キットもあったが、近年はテオフィリン注射の使用自体が敬遠されている。経口薬でも吸収効果は100%近いので、注射と同様の中毒域上昇への注意は必要である。
ステロイド
ヒドロコルチゾンを用いる場合が多い。6時間ごとに1mg/kgか2mg/kg投与する。また、プレドニゾンを30mgから40mg、3日ほど内服することもある。
グルカゴン
βブロッカーを内服している場合はアドレナリンの効果不十分のため、用いることがある。1Aで1mgであるため、生理食塩水に溶解して1mgの急速静注を行う。効果を見ながら5分ごとに1mgの追加投与を行っていく。次いで1mg/hから5mg/hで持続投与を行う。副作用としては吐き気やめまい、低カリウム血症、血糖異常などが知られている。
βブロッカー内服中の患者のアナフィラキシーショックに対し、グルカゴンで救命した。

### 初期対応
日本アレルギー学会の(『アナフィラキシー ガイドライン 2014』)では、初期対応の手順として下記内容が記載されている。
1. バイタルサインの確認
循環、起動、呼吸、意識状態、皮膚、体重を評価する。
2. 助けを呼ぶ
可能なら蘇生チーム（院内）または救急隊（地域）。
3. アドレナリンの筋肉注射
0.01mg/kg（最大量：成人 0.5mg、小児 0.3mg）、必要に応じて 5–15分毎に再投与する。
4. 患者を仰臥位にする
仰向けにして 30cm程度足を高くする。呼吸が苦しいときは少し上体を起こす。嘔吐しているときは顔を横向きにする。突然立ち上がったり座ったりした場合、数秒で急変することがある。
5. 酸素投与
必要な場合、フェイスマスクか経鼻エアウェイで高流量（6–8L/分）の酸素投与を行う。
6. 静脈ルートの確保
必要に応じて 0.9%（等張／生理）食塩水を 5–10分の間に成人なら 5–10mL/kg、小児なら 10mL/kg投与する。
7. 心肺蘇生
必要に応じて胸部圧迫法で心肺蘇生を行う。
8. バイタル測定
頻回かつ定期的に患者の血圧、脈拍、呼吸状態、酸素化を評価する。

## 語源
語源は、ギリシャ語で「再び」などを意味し、行為の反復などをあらわす接頭辞であるἀνα-（ana-）と、同じくギリシャ語で「見張り、警戒」などを意味するφύλαξις（phylaxis）である。

## 関連文献
- 『アナフィラキシーガイドライン 2022』（PDF）（レポート）日本アレルギー学会、2022年。